# Kojak (série télévisée, 2005)
Ne doit pas être confondu avec Kojak (série télévisée, 1973).
Kojak est une série télévisée américaine en neuf épisodes de 45 minutes, créée par Michael W. Watkins d'après la première série du même nom, et diffusée entre le 25 mars et le 22 mai 2005 sur USA Network. Cette série mettait à l'origine en scène les enquêtes du lieutenant Theo Kojak, interprété par Telly Savalas, élégant policier d'origine grecque au crâne rasé et grand amateur de cigares et de sucettes, dans le treizième district de New York. Il est remplacé par l'acteur afro-américain Ving Rhames.
En France, la série a été diffusée à partir du 18 septembre 2005 sur 13e rue.

## Synopsis
Theo Kojak est un lieutenant du New York City Police Department. Grand afro-américain au crâne rasé, ce fan de jazz résout diverses enquêtes.

## Distribution
- Ving Rhames (VF : Saïd Amadis) : le lieutenant Theo Kojak
- Chazz Palminteri (VF : Patrick Floersheim) : le capitaine Frank McNeil
- Roselyn Sanchez (VF : Dominique Vallée) : Carmen Warrick
- Michael Kelly (VF : Bruno Choël) : l'inspecteur Bobby Crocker
- Chuck Shamata (VF : Thierry Murzeau) : l'inspecteur Henry Messina
- Sybil Temtchine (VF : Caroline Bourg) : l'inspecteur Emily Patterson

## Épisodes
1. Pilote (Pilot)
2. La Méthode Kojak (All That Glitters)
3. La Petite Fille au bout de la route (East Sixties)
4. De père en fils (Fathers and Sons)
5. Tireur fou (Hitman)
6. Argent sale (Kind of Blue)
7. Musique de nuit (Music of the Night)
8. Rien ne va plus [1/2] (All Bets Off [1/2])
9. Rien ne va plus [2/2] (All Bets Off [2/2])

## DVD
Coffret 3 DVD le 23 mai 2012 chez l'éditeur Sony Pictures Home Entertainment